# Nitiduloides jansoni
Nitiduloides jansoni är en skalbaggsart som beskrevs av Sharp 1882. Nitiduloides jansoni ingår i släktet Nitiduloides och familjen palpbaggar. Inga underarter finns listade i Catalogue of Life.